# Luther D. Bradley
Luther Daniels Bradley (29 septembre 1853 - 9 janvier 1917) est un illustrateur américain et caricaturiste politique qui a travaillé pour le Chicago Daily News. Il est né à New Haven, dans le Connecticut et est diplômé de Yale en 1875. Après quelques années à travailler dans l'entreprise de son père, il voyage à l'étranger et passe une dizaine d'années à Melbourne, en Australie, où il dessine pour le Melbourne Punch. Il retourne à Chicago en 1893 où il travaille pour le Daily Journal et l'Inter Ocean avant de rejoindre le Daily News en 1899, où il passe le reste de sa vie et de sa carrière. Il est connu pour son antimilitarisme et pour s'être opposé à l'intervention des États-Unis à la Première Guerre mondiale,,,.

## Biographie
Luther D. Bradley est né à New Haven dans le Connecticut. Il est le fils de François et Sarah Beaman (Ruggles) Bradley. En 1857, la famille Bradley déménage à Chicago et, plus tard, à proximité de Evanston. Il étudie à l'Université  Northwestern de 1870 à 1873 et au Yale College de 1873 à 1875 où il pratique l'aviron Après l'obtention de son diplôme, il travaille avec son père à Chicago dans l'immobilier d'entreprise. En 1882, il entame un tour du monde et après la visite de Londres, il arrive à Melbourne, où il travaille pour le magazine satirique Australien Tit-Bits. Il rejoint plus tard le Melbourne Life où il travaille en tant que rédacteur et dessinateur. En 1888, il est devenu le chef dessinateur du Melbourne Punch après la retraite de Tom Carrington. Il reste au Punch jusqu'en 1893 où il couvre notamment le mouvement travailliste australien.  Il devient connu pour sa représentation du "Roi du travail", un géant couronné représentant les organisations syndicales,. A Londres, ses dessins étaient considérés comme représentant l'opinion des australiens.
Son père étant tombé malade, Bradley retourne à Chicago en 1893. Il travaille successivement pour le Chicago Daily Journal (1894) et le Chicago Inter Ocean (1894-1898). En 1899 il publie des livres pour enfants Nos Indiens et Merveilleux William!. En 1899, il rejoint le Chicago Daily News où il devient directeur artistique. Ses dessins sont souvent publiés en première page. C'est durant la Première Guerre mondiale que ses dessins deviennent de plus en plus connu. Il est connu comme étant un des caricaturistes les plus critiques contre l'interventionnisme Américain. En 1916, il est un des seuls dessinateurs de la presse américaine à s'opposer à l'intervention militaire. Le créateur de dessins animés Richard Marschall précise que Luther Bradley n'était pas le dessinateur opposé à la guerre, mais était "peut-être le plus éloquent pour illustrer ses arguments".
Il épouse Agnes Floyd Smith à Evanston le 31 octobre 1901, et a quatre enfants: Francis, John Freeman, Elizabeth et Margaret. Il est de confession épiscopalienne et se revendique comme un Républicain Indépendant en politique. Il décède à son domicile de Wilmette dans l'Illinois, le 9 janvier 1917. Deux jours plus tard, un dessin de John T. McCutcheon en son hommage est publié sur la première page du Chicago Daily Tribune. Cartoons by Bradley, une collection de son travail ainsi que les hommages du Daily News est publiée en mars 1917. Trois mois après sa mort, l'Amérique entre dans la Première Guerre mondiale. Dans les décennies suivantes, les dessins de Luther Bradley ont été l'objet de nombreux travaux scientifiques,. En 1980, Richard Marschall écrit "l'Amérique devrait redécouvrir les messages des dessins de Luther Bradley". Un dessin de Bradley orne la couverture du roman  Swamplandia! de Karen Russell publié en 2011.

## Œuvres

### Livres
- Our Indians, a Midnight Visit to the Great Somewhere-or-other, New York, E. P. Dutton & Co., 1899
- Wonderful Willie! What he and Tommy did to Spain, New York, E. P. Dutton & Co., 1899
- Cartoons by Bradley, Cartoonist of the Chicago Daily News, Chicago, Rand McNally, 1917

### Sélection de dessins

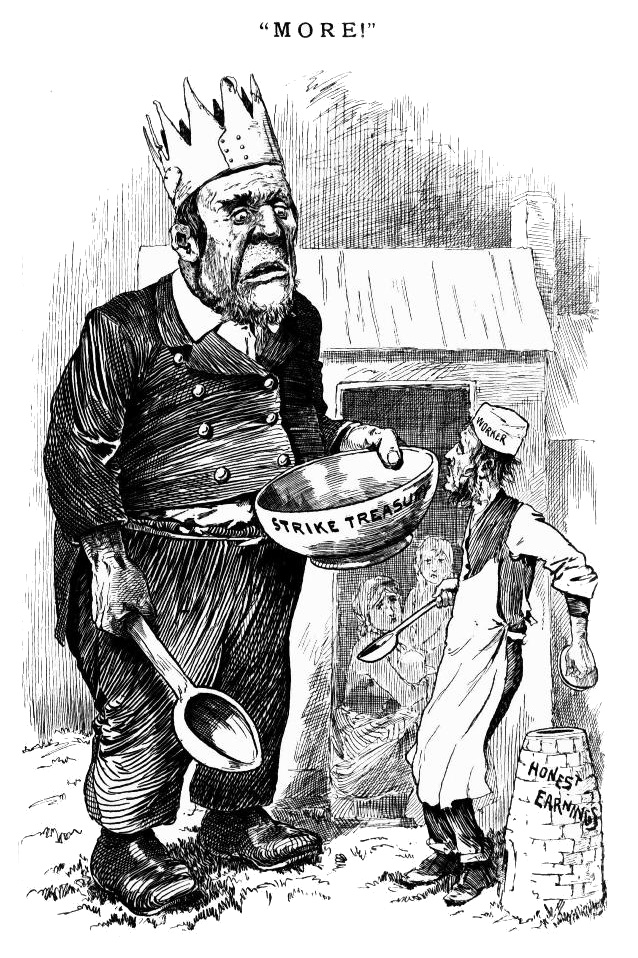
Une légende.
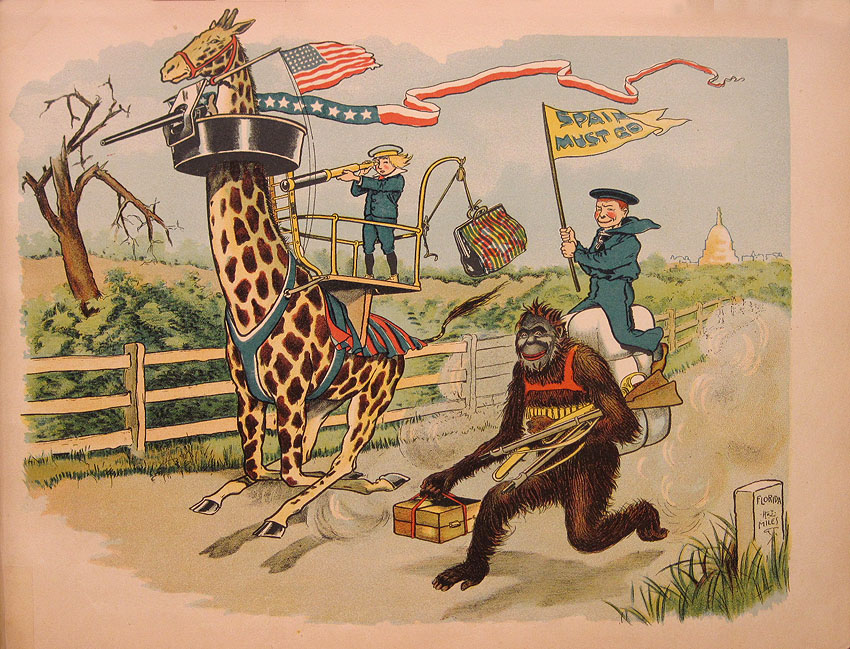
"More!" (Punch, 1890): 'Le Roi du travail', représente revendications des syndicats australiens pour des salaires décents.
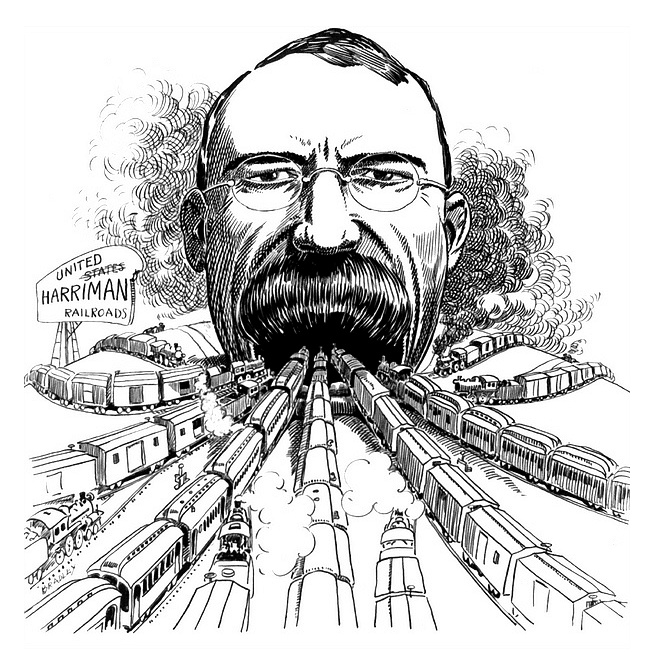
Dessin de Wonderful Willie! (1899)
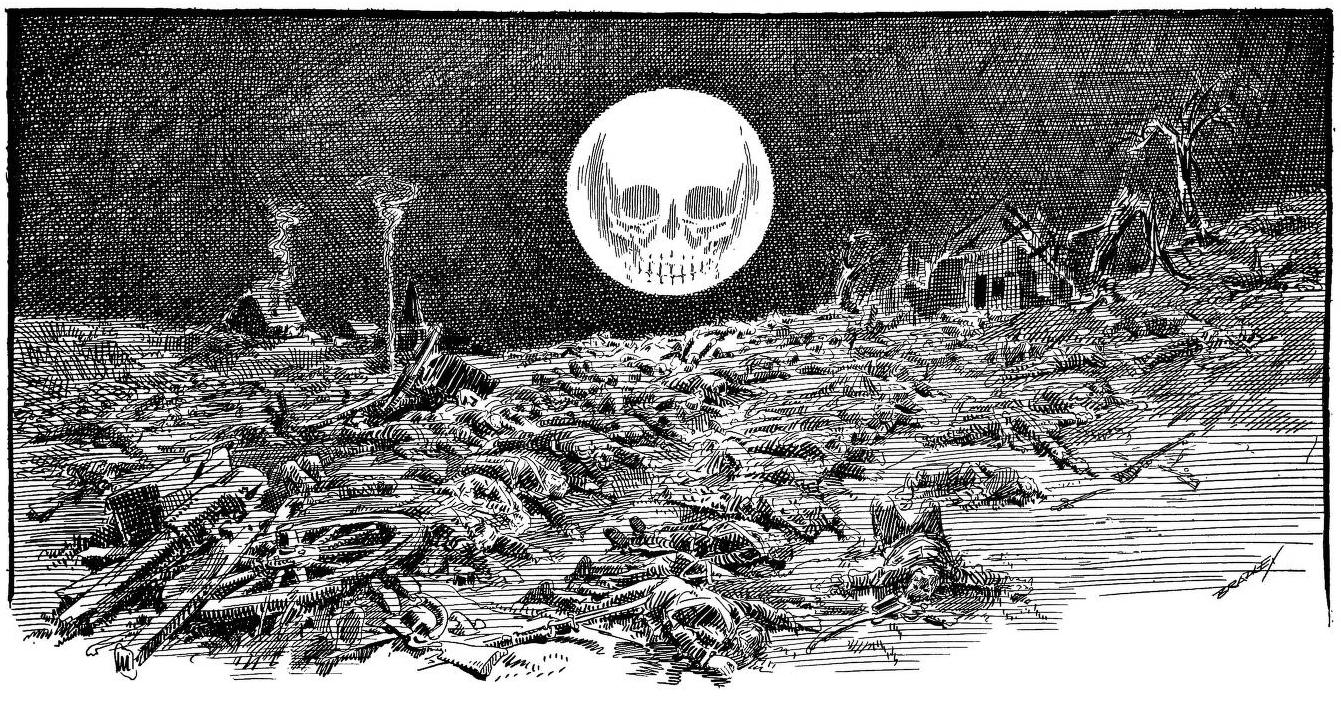
"Design for a Union Station" (1907), représente le magnat du chemin de fer E. Roland Harriman
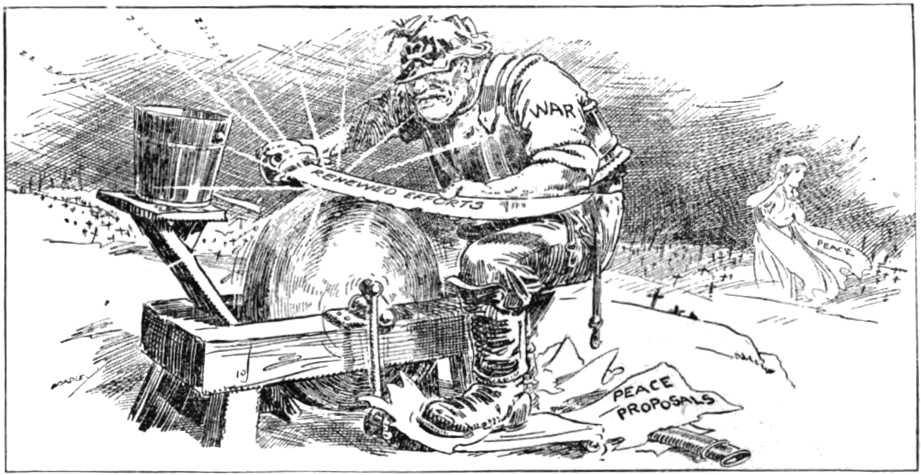
"The Final Answer?" (4 janvier 1917), dernier dessin de Luther Bradley, représentant un forgeron qui affute une épée sur laquelle est écrite "renouveler les efforts" et qui piétine un papier sur lequel est écrit "propositions de paix"